# Кабакова, Эмилия Григорьевна
Эмилия Григорьевна Кабакова (Леках) (3 декабря 1945, Днепропетровск, Украинская ССР, СССР) — советская и американская художница, пианистка, скульптор, коллекционер, куратор.

## Биография
Училась в музыкальной школе в Москве, затем в музыкальных училищах в Иркутске и Днепропетровске, окончила факультет испанского языка и литературы Московского государственного университета. С 1973 года жила в Израиле, в 1975 году переехала в США, где работала куратором художественных выставок в Нью-Йорке. В 1988 году она начала сотрудничать с Ильей Кабаковым, за которого вышла замуж в 1989 года. Их творческий дуэт существовал вплоть до смерти Ильи в 2023 году.
В августе 2018 года Илья и Эмилия Кабаковы передали свою мастерскую в дар Третьяковской галерее. 15 февраля 2019 года Третьяковская галерея анонсировала открытие музея художника Кабакова.

## Работы находятся в собраниях
- Государственная Третьяковская галерея, Москва[6].
- Государственный Эрмитаж, Санкт-Петербург[7].
- Государственный Русский музей[8], Санкт-Петербург
- Государственный центр современного искусства, Москва;
- Музей АРТ4[9], Москва.
- Собрание Игоря Маркина
- Музей современного искусства[10], Нью-Йорк
- Коллекция Колодзей русского и восточноевропейского искусства, Kolodzei Art Foundation, США
- Музей современного искусства[11], Антверпен
- Британский музей[12], Лондон